# 香港中文大學圖書館
香港中文大學圖書館系統於1963年成立，迄2017年藏書量約達271萬多冊，現時包括以下八間分館：
1. 大學圖書館（1965年成立）
2. 崇基學院牟路思怡圖書館（英语：Chung Chi College Elisabeth Luce Moore Library）（1951年成立）
3. 新亞書院錢穆圖書館（英语：New Asia College Ch'ien Mu Library）（1954年成立）
4. 聯合書院胡忠圖書館（英语：United College Wu Chung Library）（1956年成立）
5. 李炳醫學圖書館（1980年成立）
6. 建築學圖書館（1994年成立）
7. 利國偉法律圖書館（2004年成立）
8. 伍何曼原樓學習共享空間（2012年成立）

各館之行政均由大學圖書館館長統籌，並連至香港中文大學圖書館系統。崇基學院、新亞書院和聯合書院的圖書館早於香港中文大學成立前各自營運，其後被加入香港中文大學圖書館系統。逸夫書院、善衡書院及晨興書院等非基本書院沒有所屬圖書館。

## 歷任圖書館館長
| 任次 | 姓名                                | 就任日期       | 離任日期       | 腳註        |
| ---- | ----------------------------------- | -------------- | -------------- | ----------- |
| 1    | 裘開明博士                          | 1966年9月      | 1970年12月17日 | [ 3 ]       |
| 2    | 王冀博士                            | 1970年12月17日 | 1972年12月     | [ 4 ]       |
| 3    | 簡麗冰博士                          | 1972年12月     | 1983年12月1日  | [ 4 ]       |
| 代理 | 沈羅素琴女士                        | 1983年12月1日  | 1985年1月30日  | [ 5 ]       |
| 4    | 王冀博士                            | 1985年1月30日  | 1986年9月1日   | [ 6 ] [ 5 ] |
| 5    | 顏達威博士                          | 1986年9月1日   | 1989年10月1日  | [ 5 ]       |
| 代理 | 鄭耀棟先生                          | 1989年10月1日  | 1990年9月1日   | [ 5 ]       |
| 6    | 吳培南博士                          | 1990年9月1日   | 1992年1月10日  | [ 7 ]       |
| 7    | 黎民頌博士                          | 1993年7月1日   | 2000年7月      | [ 8 ]       |
| 8    | 施達理博士 （Dr. Colin Storey）     | 2000年10月16日 | 2012年11月     | [ 9 ]       |
| 9    | 李露絲女士 （Ms. Louise Jones）     | 2013年1月7日   | 2022年1月      | [ 10 ]      |
| 代理 | 巴勵志先生 （Mr. John Bahrij）      | 2022年1月      | 2023年4月6日   | [ 11 ]      |
| 10   | 文奈爾先生 （Mr. Benjamin Meunier） | 2023年4月6日   | 現任           |             |

## 特藏
- 就業資源特藏
- 錢穆特藏
- 海外華人特藏
- 高行健特藏
- 亞太區醫學歷史特藏
- 香港研究資料
- 教學資料特藏
- 本地教學資料
- 新亞書院特藏
- 善本書

## 分館

### 大學圖書館

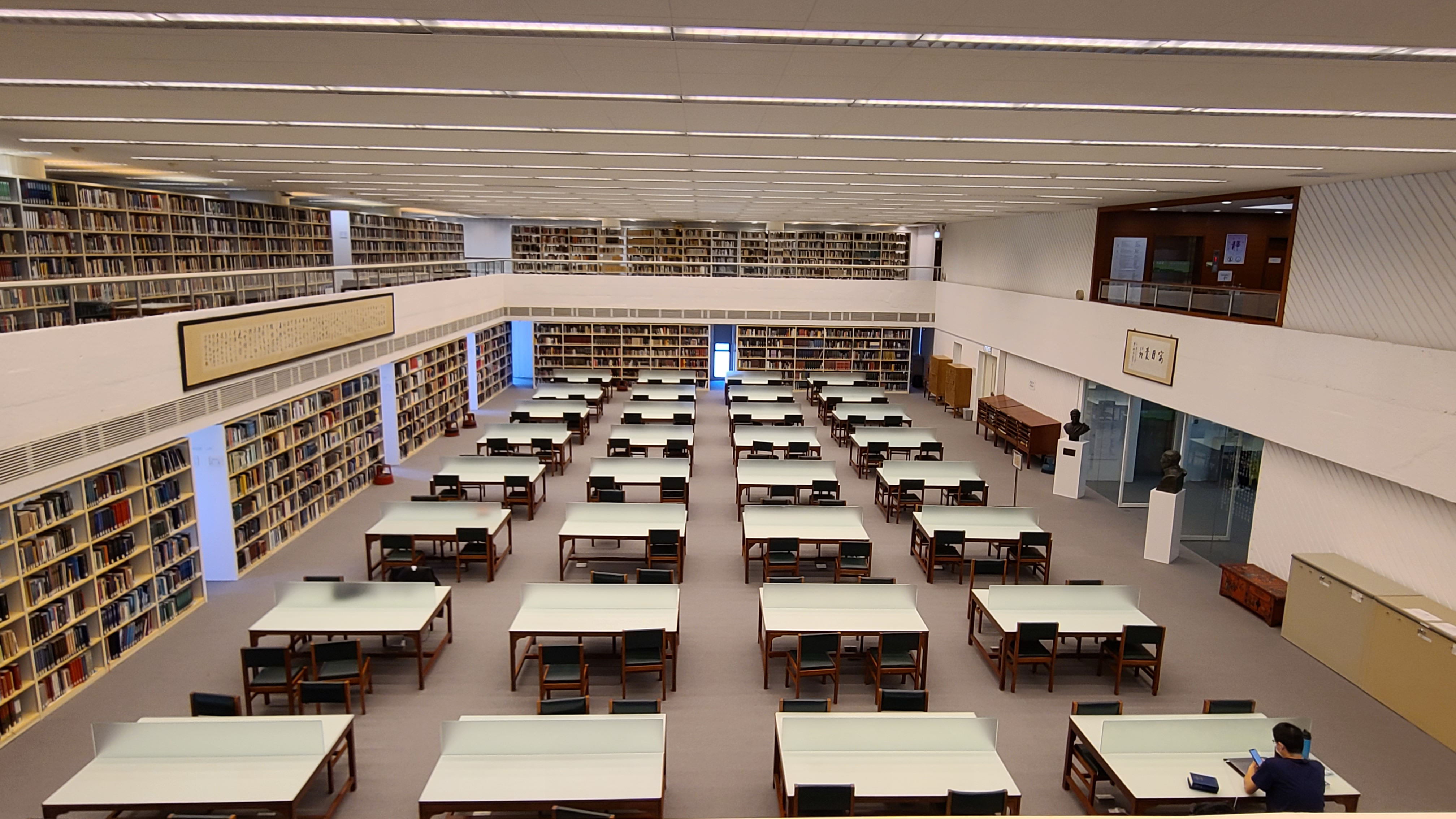
大學圖書館參考閱覽室

大學圖書館為於香港中文大學的中央圖書館，設址於中央校園之中。在香港中文大學成立後，大學圖書館在1965年4月成立，初時租賃九龍廖創興銀行大廈二樓設館及藏書。其後，在同年9月邀得圖書學家裘開明博士作為大學圖書館的首任館長，翌年遷往安利大廈作臨時館址。1969年8月，隨著中大馬料水校園漸見雛型，大學圖書館再遷至范克廉樓地下作為臨時館址。1970年，現時的大學圖書館正式動工興建，並於1972年12月15日落成啟用。
隨著港府推行三三四高中教育改革，中大在2005年決定擴充校園的設施，當中在考慮擴建圖書館時，認為比起增設一所新圖書館，擴建大學圖書館較為可取。校方在考慮擴建圖書館的方案時，因不能改動大學廣場的任何部分，最終決定除增設一座連接大學圖書館和田家炳樓的新翼部份外，在烽火台之下闢建一地庫作為學習空間（進學園），避免改建大學廣場。2012年9月，工程竣工，大學圖書館擴建成原大學圖書館、新翼研究共享空間大樓及地庫進學園三部分。
進學園為中大首個24小時開放予學生及教職員的圖書館設施，並提供具有獨特造型和靈活的座椅和設施予使用者使用。2018年，進學園進行翻新工程，增設一個「創客空間」（Library makerspace）予學生進行創新研究，包括提供AR及VR設備、製作短片和VR的創意媒體製作間；以及配置3D打印機、UV打印機、鐳射切割機等設施的製作間。

### 崇基學院牟路思怡圖書館

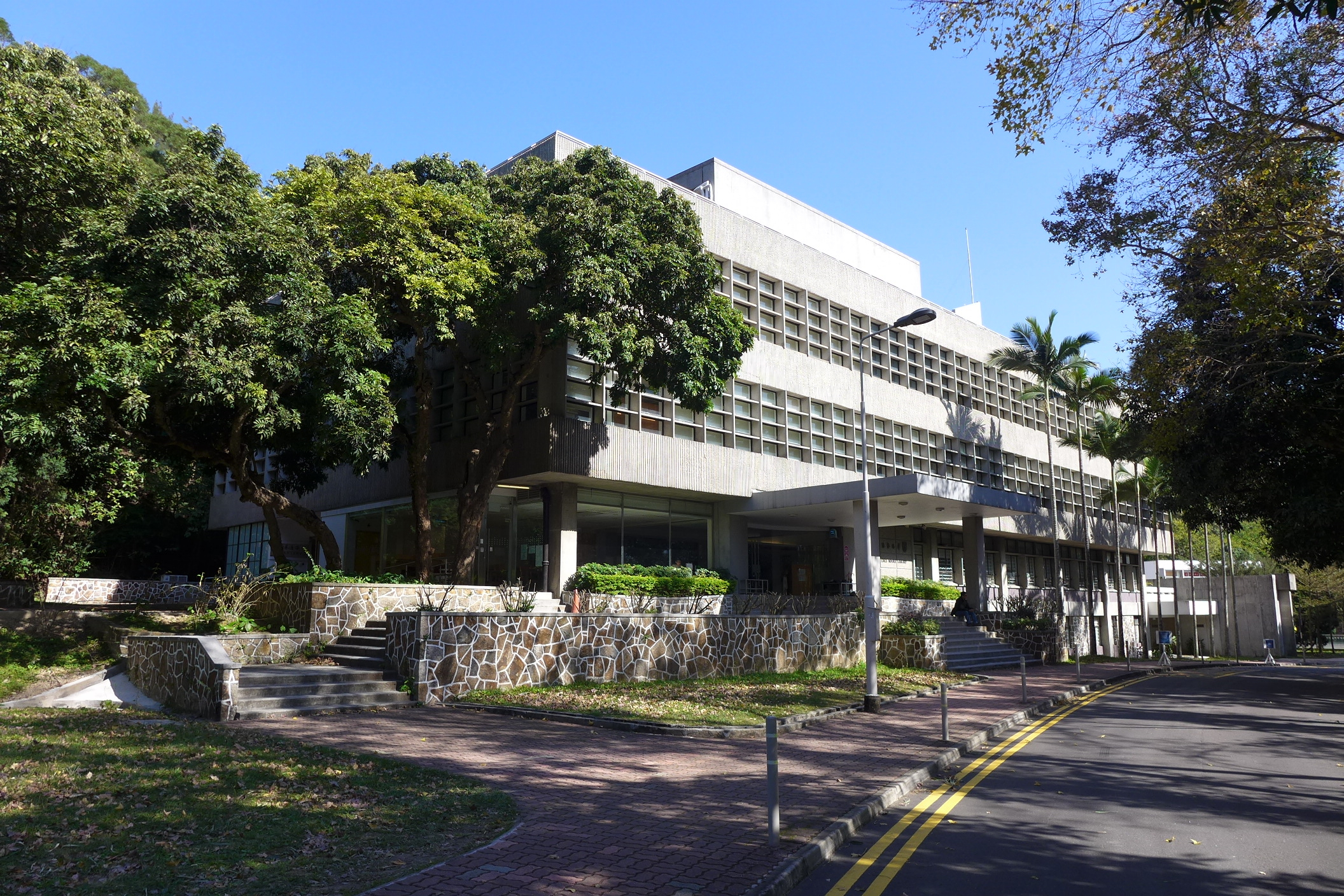
牟路思怡圖書館

崇基學院牟路思怡圖書館（下稱崇基圖書館）於1951年成立，現時大樓是由美國亨利路思基金會，通過美國聯合長老會捐款興建，並於1971年10月29日由亨利路思的妹妹牟路思怡主持揭幕，故命名為牟路思怡圖書館。
崇基圖書館以音樂、宗教、教育、體育學、西方文學及語文、日本文學及語文、語文及語言學之藏書為主。館內亦設有教學資料特藏，搜羅本地中小學各科教材，以教科書為主。
圖書館樓高4層，流通服務及參考諮詢服務設於地下。入口附設還書收集處，方便讀者歸還書籍。參考資料、通識教育讀物、新增館藏、報章及顯微膠卷等亦置於地下。夜讀室設有兩個出口，為同學在圖書館閉館後提供閱讀空間。存放期刊合訂本的密集式書架設於地庫，現刊及開架書庫則置於1樓及2樓。
本館各層的電腦均設有線上目錄，地下、一樓及二樓更設置資訊廊，備有多媒體電腦供同學完成作業。此外，崇基圖書館支援無線上網。

### 新亞書院錢穆圖書館

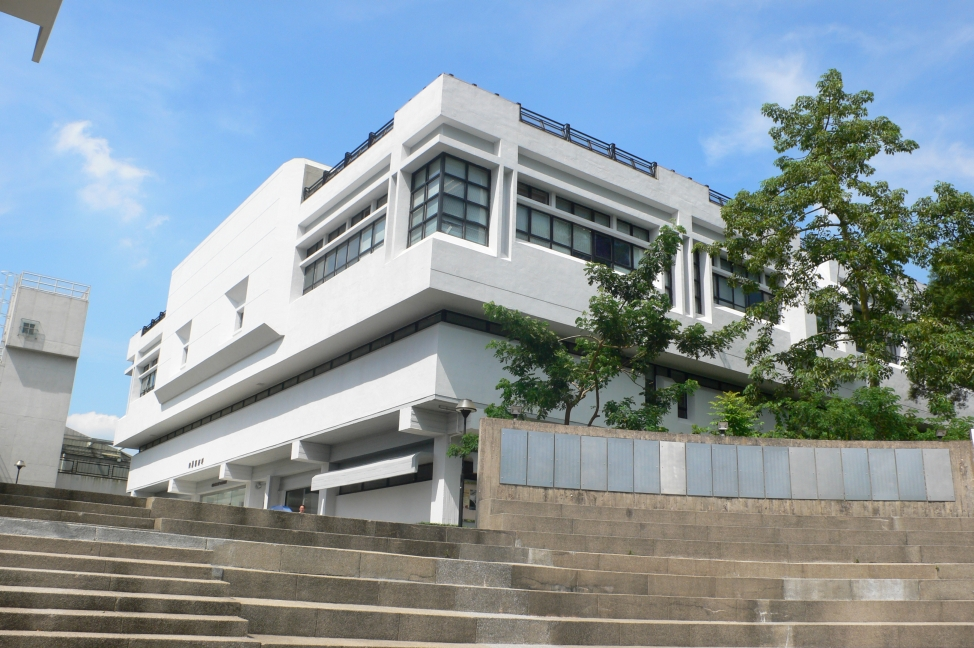
錢穆圖書館

新亞書院圖書館成立於1954年，最初位於九龍農圃道（即新亞書院原址）。1973年遷入香港中文大學，初名敬業館（與學生活動中心樂群館相對應），於1975年在新亞書院創辦人錢穆捐款下，改以錢穆命名。
1991年，本館加建二樓，前半部分供新聞及傳播學院作錄影廠及製作室之用，後半部分則屬圖書館範圍，主要收藏藝術（不包括建築學）書籍及期刊，並於中部設有露天閱讀區。
圖書館的設計仿效美國肯塔基州伯里亞學院圖書館。館內除設有居高臨下的閣樓外，亦展出訪問藝術家及藝術系師生作品。
此外，新亞書院錢穆圖書館每月精選一位著名的中國現代文學作家，介紹其生平和著述概況，並展出部份著作的珍貴版本。

### 聯合書院胡忠圖書館

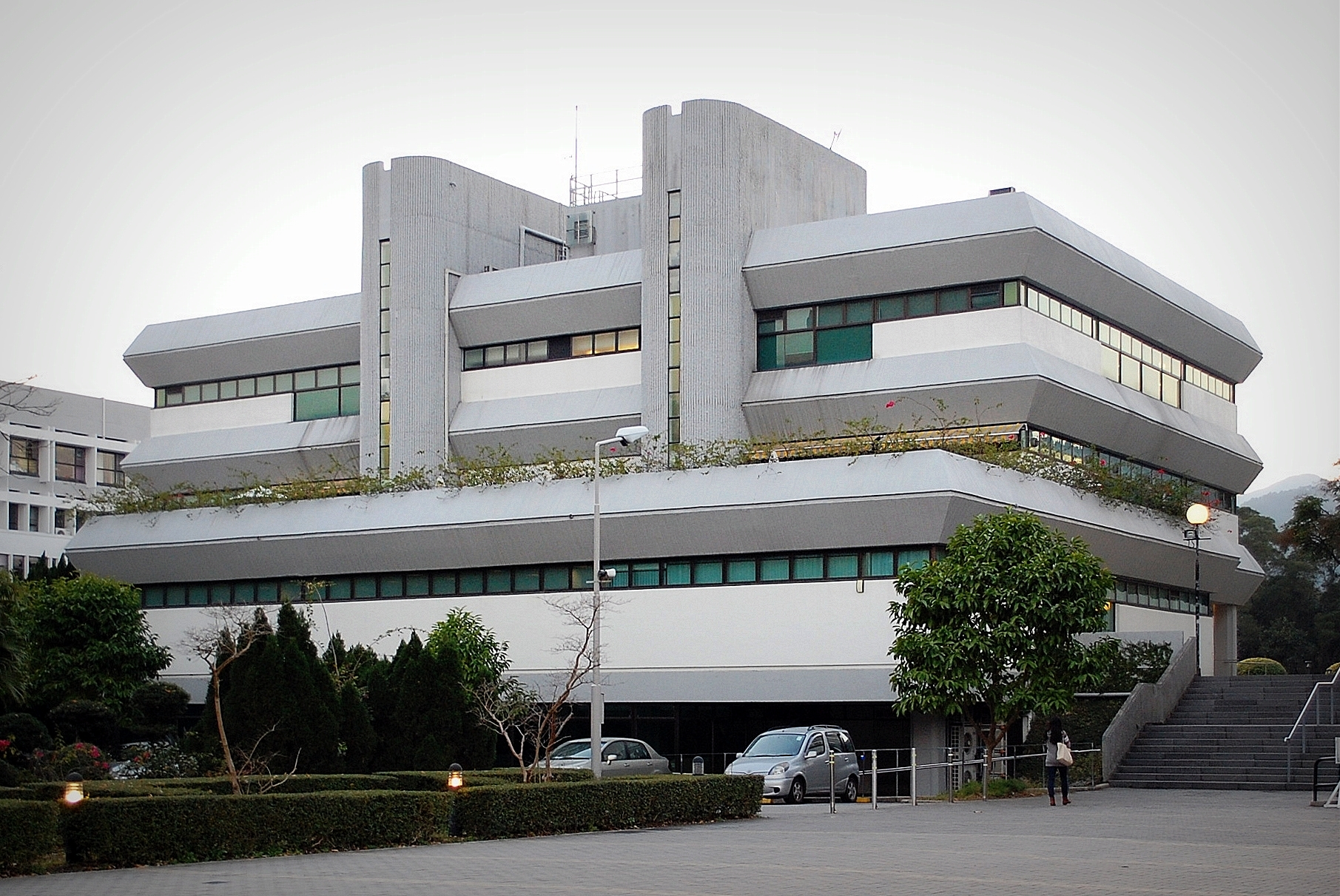
胡忠圖書館

聯合書院圖書館始創於1956年。因胡忠在1972年慨捐館舍，座落中文大學聯合書院校園，故命名為胡忠圖書館。2001年，胡忠圖書館成為大學圖書館系統中一所主要涵蓋各種學科的非印刷資料收藏館，同年易名為聯合書院胡忠多媒體圖書館。在此館改建前，館藏資料包括數碼影像光碟、鐳射影碟、視像光碟、鐳射唱碟、錄影帶、錄音帶及互動式多媒體唯讀光碟等，並設有視聽中央派送系統及獨立視聽座位。另外，此館亦自2015年起收藏哲學類書籍，以及自學中心（ILC）資料（而ILC設於本館一樓）。
部分多媒體及自學中心館藏資料只限於館內使用，惟資料亦可外借在校園內作教學用途。
本館已於2018年5月13日至8月尾間關閉改建，目前本館以收藏人文學科書籍為主，所有多媒體資料經已逐步調往其他分館，因而恢復命名為「胡忠圖書館」；而改建後的圖書館地下低層亦已全面改為共享學習空間。

### 李炳醫學圖書館

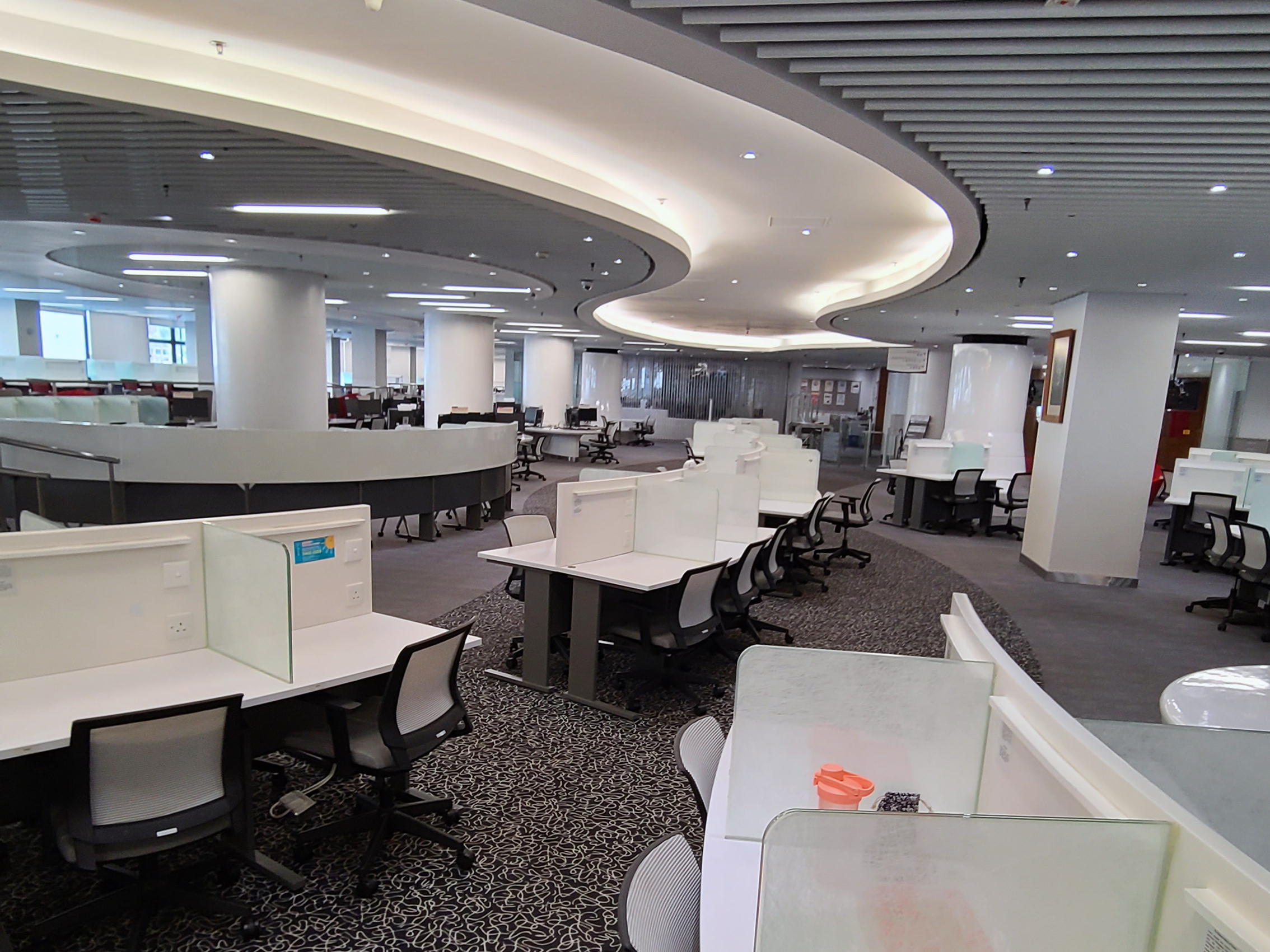
李炳醫學圖書館

李炳醫學圖書館（下稱醫學圖書館）由李頎祥、李顥祥及其兄弟們捐贈，於1980年正式成立，並以李氏兄弟已故父親李炳命名。2002年醫學圖書館獲撥額外用地展開翻新及擴建工程，並於2003年2月28日完工。
醫學圖書館位於威爾斯親王醫院臨床醫學大樓二樓。為配合醫院臨床教學課程的需要，醫學圖書館著重收藏臨床和醫學科學書刊。而臨床前期的書刊、護理學和藥劑學的資料則和其他學科一併存放在大學圖書館。
「香港國際醫學資訊中心」於1996年在醫學圖書館內正式成立，主要扮演著鄰近地區生物醫學資源中心的角色，為香港中文大學特別是世界各地的專業醫護人員提供文獻傳遞服務。

### 建築學圖書館

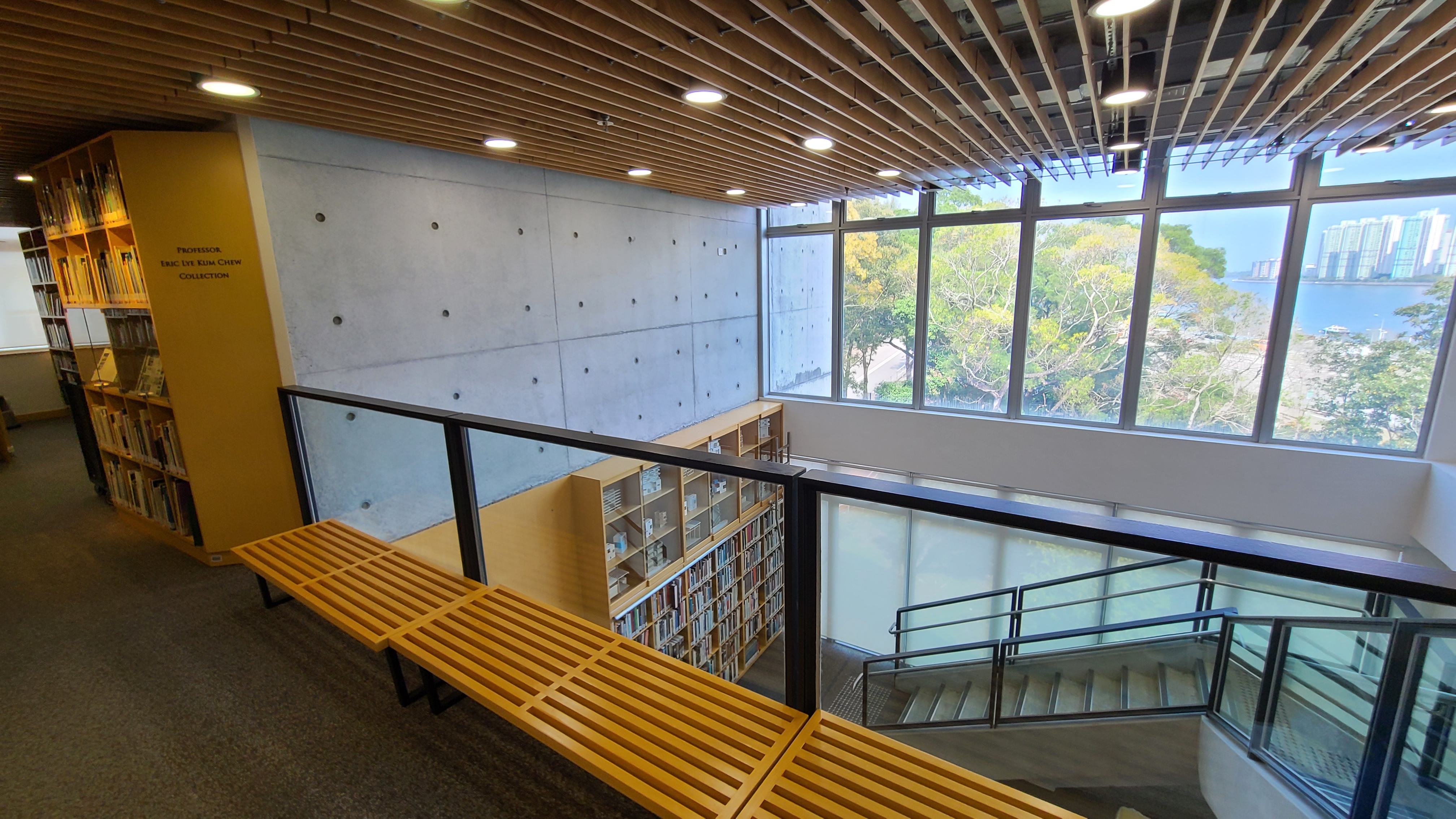
建築學圖書館

圖書館於1994年成立，2012年9月遷往李兆基建築學大樓（建築學院）3樓及4樓（須從3樓進入），主要為支援建築學院師生的教學研究工作而設。

### 利國偉法律圖書館（總館內分區）
以香港銀行家利國偉爵士命名，位處大學圖書館田家炳樓3樓及4樓，館內藏有法律及相關學科的書籍和期刊。此外，在港島中區法律學院研究生部亦有法律資源中心。

### 伍何曼原樓學習共享空間
伍何曼原樓學習共享空間是位於近大學站的伍何曼原樓六樓，於2012年成立，由大學資訊科技服務處（ITSC）及圖書館系統共同管理。該共享空間提供電腦設備、多用途場地予學生及教職員使用，並附設專業資訊科技及圖書館諮詢服務，以便利個人學習及小組工作。
學習共享空間每日24小時開放（節慶公眾假期日子除外，不包括每星期日），並設有開放式討論空間，附設桌椅、豆袋沙發及白板。

## 事件

### 烽火台事件
2008年11月，中文大學校方表示由於要迎接三三四新學制，位於中央校園的大學圖書館需要擴建，故將拆除於圖書館門外的烽火台。事件引起不少同學不滿，校方被指黑箱作業，學生、校友甚至教職員，竟在傳媒揭發後才知悉整個計劃，同時指出「烽火台不只是一個建築，而是一個屬於我們中大人的空間」，「在烽火台下擴建，根本不是惟一的選擇，甚至不是最好的選擇」。
最後校方亦從善如流，在建造圖書館地庫（今進學園，24小時開放）時，為仲門額外建造保護樁牆。
另一方面，由於逸夫書院並未設有書院圖書館，四家書院均有學生提出於逸夫書院建新館的方案，惟校方未有就此表態。

## 外部連結
- 大學圖書館系統 （页面存档备份，存于）
- 香港中文大学图书馆举办香港文学建藏十周年展 （页面存档备份，存于）